# Ernst Meyer (Jurist)

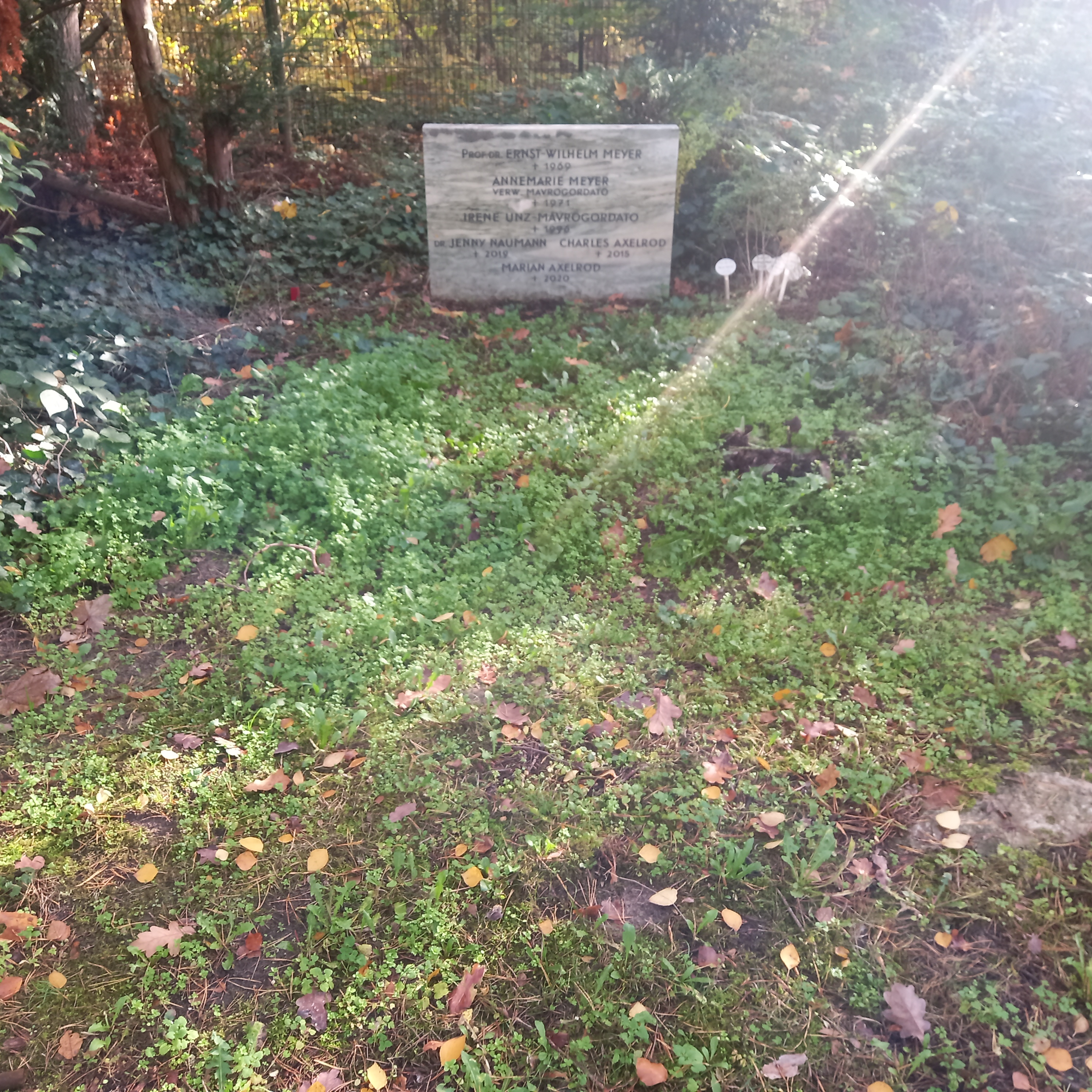
Das Grab von Ernst Wilhelm Meyer und seiner Ehefrau Annemarie verwitwete Mavrogordato geborene Mascow im Familiengrab auf dem Waldfriedhof Zehlendorf in Berlin

Ernst Wilhelm Meyer (* 2. April 1892 in Leobschütz, Schlesien; † 15. Mai 1969 in Berlin) war ein deutscher Diplomat, Wissenschaftler und Politiker (SPD).

## Leben und Beruf

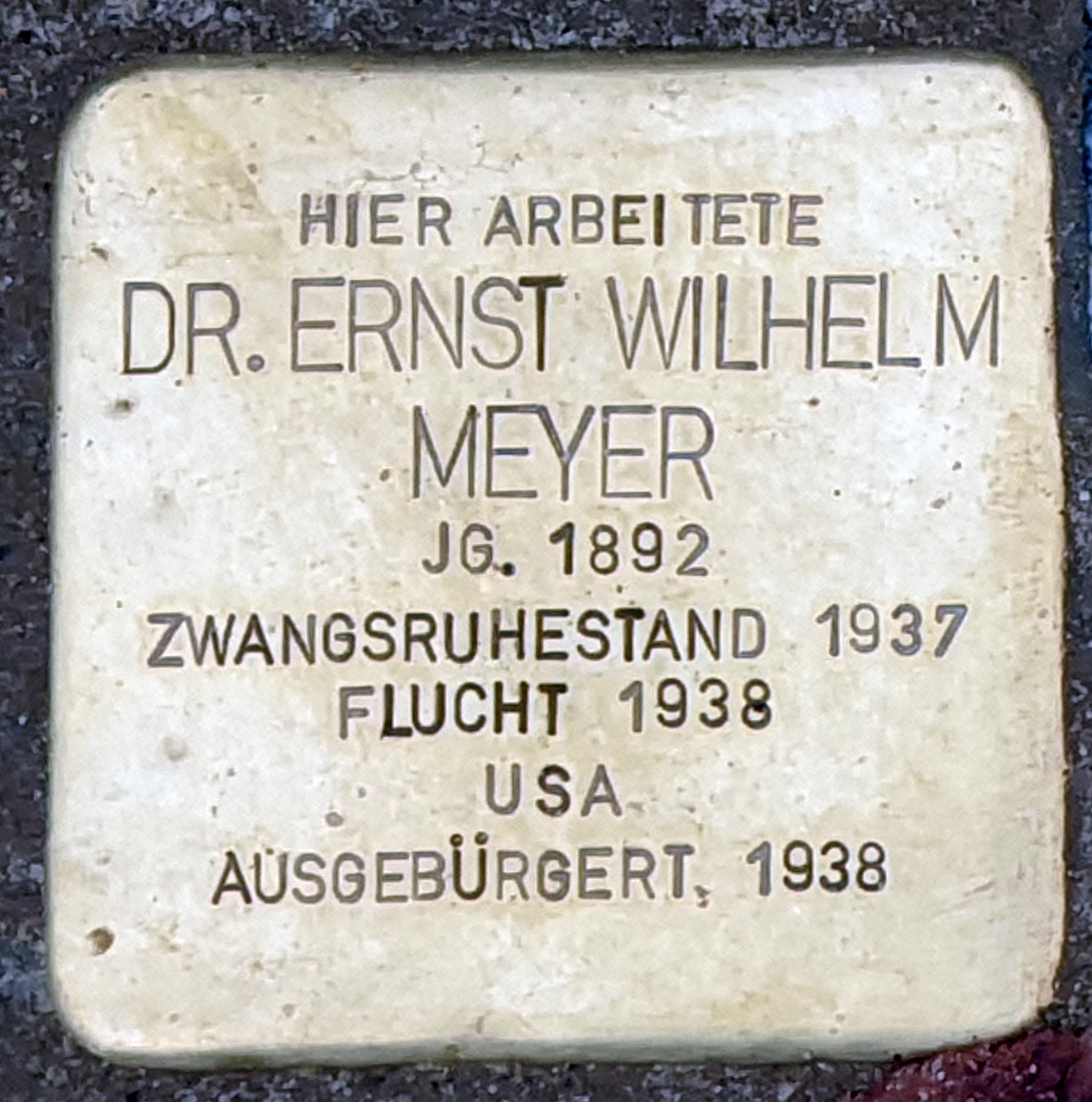
Stolperstein am Haus, Wilhelmstraße 92, in Berlin-Mitte

Meyer, der evangelischen Glaubens war, studierte an der Schlesischen Friedrich-Wilhelms-Universität Breslau Rechtswissenschaft. 1910 wurde er als Meyer 2 im Corps Marcomannia recipiert. Nach dem zweiten Staatsexamen (1921) trat er in den Auswärtigen Dienst der Weimarer Republik ein. Nach Tätigkeiten als Gesandtschaftsrat in Athen, Belgrad und Washington, D. C. schied er 1937 aus dem Diplomatischen Dienst aus und wurde Professor für politische Wissenschaften an der Bucknell University in Pennsylvania. 1947 kehrte er nach Deutschland zurück, da er auf einen Lehrstuhl für politische Wissenschaft an der Johann Wolfgang Goethe-Universität in Frankfurt am Main berufen worden war. Von 1952 bis 1957 kehrte er als Botschafter der Bundesrepublik Deutschland in Neu-Delhi noch einmal in den diplomatischen Dienst zurück. Ab 1957 lehrte er als Honorarprofessor an der Johann Wolfgang Goethe-Universität Frankfurt am Main.
Ernst Wilhelm Meyer starb 1969 im Alter von 77 Jahren in Berlin. Sein Grab befindet sich auf dem Waldfriedhof Zehlendorf.
Am 5. November 2021 wurde vor dem ehemaligen deutschen Außenministerium, Berlin-Mitte, Wilhelmstraße 92, ein Stolperstein für ihn verlegt.

## Abgeordneter
Dem Deutschen Bundestag gehörte Meyer von 1957 bis 1965 an. Von 1958 bis 1966 war er zudem Mitglied der Parlamentarischen Versammlung des Europarates.

## Schriften (Auswahl)
- Die Grundlagen für den Frieden mit Deutschland. Wiesbaden : UNA Europäische Verl. Ges., [circa 1950]